# 森庄川
森庄川（もりしょうかわ）とは。小豆島を流れる河川。森庄川水系の本流である。

## 地理
島の最高峰星ヶ城山の南に源を発し、ほぼ北流し福田で瀬戸内海に注ぐ。河川放流量が町内では吉田川についで多い。上流における表流水は水質良好で生活用水になっている。

## 流域の自治体
- 小豆郡小豆島町

## 河川施設および関連団体
- 吉田ダム